# Jan Jelinek (Musikproduzent)

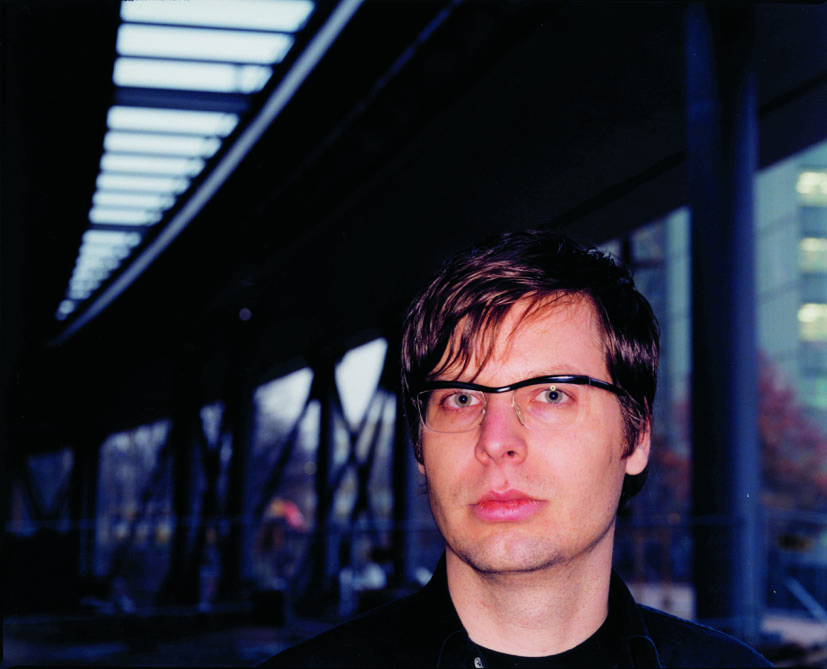
Jan Jelinek, 2010

Jan Jelinek (* 23. September 1971 in Bad Hersfeld) ist ein deutscher Produzent elektronischer und elektroakustischer Musik. Seit 2008 betreibt er auch das Plattenlabel Faitiche.

## Biografie
Nach dem Studium der Philosophie und Soziologie wandte er sich seit seinem Umzug nach Berlin 1995 verstärkt der Elektronischen Musik zu. Seine Musik basiert zu großen Teilen auf Samples, deren Quellen durch digitale Klangbearbeitung nicht immer ohne weiteres erkennbar sind. Gleichwohl verweist er in einigen Fällen mit den Titeln seiner Produktionen auf seine Quellen und auch Einflüsse. So zum Beispiel mit Loop-Finding-Jazz-Records und mit Kosmischer Pitch auf den Krautrock der 1970er Jahre.
Jelinek veröffentlicht auch unter den Pseudonymen Farben (seit 1998) und Gramm. Als Farben orientiert er sich, auf Soul-Samples aufbauend, stärker am Dub und an Elektronischer Tanzmusik. Auf diese Weise kann die Musik am ehesten als experimenteller Dub bezeichnet werden. Als Gramm versucht er, einen Kompromiss zwischen hörbarer Minimal-Elektronik und tanzbarer Musik zu erreichen. Im Musikmagazin Intro wurde das „additive Sekundenmusik“ genannt. Im Jahr 2000 beschallten seine Audiocollagen den Young Media Pavillon der EXPO 2000 in Hannover. In den folgenden Jahren arbeitete er mit Künstlern wie Sarah Morris, Christopher Bauder, Dennis Busch und dem Autor Thomas Meinecke zusammen, kollaborierte mit dem japanischen Improvisationsensemble Computer Soup, dem australischen Jazztrio Triosk, dem Vibraphonisten Masayoshi Fujita sowie dem Choreographen Sylvain Émard, schrieb und produzierte diverse Radiostücke für das Programm Ars Acustica des SWR2 und führte mit dem Videokünstler Karl Kliem audiovisuelle Konzerte auf, die unter anderem im Centre Pompidou in Paris zu sehen waren. 2007 gründete er mit Hanno Leichtmann und Andrew Pekler das freie Improvisationstrio Groupshow. Aufsehen erregte die Erfindung der fiktiven Persönlichkeit und Komponistin Ursula Bogner 2008.
Jelineks Schaffen lässt sich kaum begrifflich fassen. Am ehesten lässt sie sich als Mischung aus Clicks & Cuts, Electronica, Intelligent Dance Music, Glitch und Microsound charakterisieren.
Im Sommer 2013 wandte er sich dem Remix zu und bearbeitete Stücke von James DIN A4, die 2014 als Farben presents James DIN A4 erschienen. „Remixe sind nicht leicht. Sie sollten im Geiste des Originalstücks sein, trotzdem möchte man eine eigene Handschrift hinzufügen. Ein idealer Remix verbindet beides.“ Die taz bezeichnete das Album als „Gipfeltreffen zweier seltsamer Käuze“ und kam zum Ergebnis: „Jan Jelinek liefert mit dem gelungenen Album etwas, was in der Widersprüchlichkeit der Remix-Kunst liegt: ein eigenständiges Zitatwerk.“
2020 trat er zusammen mit Sven-Åke Johansson auf dem mœrs festival auf und präsentierte im gleichen Jahr seine Installation Hyperion bei den Donaueschinger Musiktagen. 2021 verlieh ihm die Kulturverwaltung des Landes Berlin ein Recherchestipendium für Ernste Musik und Klangkunst.
Auch seine Live-Performances mit einem Laptop wurden zum Teil veröffentlicht (z. B. improvisations and edits, 2002).

## Preise und Auszeichnungen
Jelinek erhielt für seine Arbeiten mehrfach Stipendien, so zum Beispiel 2016 ein Stipendium der Villa Aurora für L.A Screen Memories. 2012 erhielt Jelinek den Karl-Sczuka-Förderpreis für seine Studioproduktion Kennen Sie Otahiti? Die Leser des Musik- und Lifestyle Magazins De:Bug wählten ihn zum besten Produzenten des Jahres 2002. Für Überwachung – in drei Episoden wurde Jelinek 2022 der Karl-Sczuka-Preis zuerkannt.

## Diskografie (Auswahl)
- Loop-Finding-Jazz-Records (~scape 2001)
- mit Computer Soup: improvisations and edits (Tokyo 2002)
- mit Triosk: 1+3+1 (~scape 2003)
- La Nouvelle Pauvreté (~scape 2003)
- Kosmischer Pitch (~scape 2005)
- Tierbeobachtungen (~scape 2006)
- Ursula Bogner. Recordings 1969-1988 (Faitiche 2008)
- Masayoshi Fujita & Jan Jelinek: Bird, Lake, Objects (Faitiche 2010)
- Ursula Bogner. Pluto hat einen Mond (Maas Media Verlag, Faitiche 2010)
- Ursula Bogner. Sonne = Blackbox (mit Buch, Faitiche 2011)
- Temple of Faitiche (Faitiche 2013)
- Masayoshi Fujita & Jan Jelinek: Schaum (Faitiche 2016)
- Zwischen (Faitiche 2018)
- Sven-Åke Johansson & Jan Jelinek: puls-plus-puls (Ni-Vu-Ni-Connu 2019)
- ASUNA & Jan Jelinek: Signals Bulletin	(Faitiche 2019)
- Sven-Åke Johansson & Jan Jelinek: puls-plus-puls edition moers (Moers 2021)
- The Raw and The Cooked (Faitiche 2021)
- Soundtrack for Seascape – Polyptych (Faitiche 2023)

Als Farben:
- Farben (Klang Elektronik 1998)
- Stuck (EP, Klang Elektronik 1999)
- Silikon (Klang Elektronik 2000)
- Starbox (Klang Elektronik 2002)
- Textstar (Klang Elektronik 2002)
- Farben presents James DIN A4 (2014)[6]

Als  Gesellschaft zur Emanzipation des Samples (G.E.S.):
- Circulations (Faitiche 2009)
- Uguisubari – Acoustic Surveillance Series Nr. 1 (7" Vinyl Single, Faitiche 2017)
- Anthology of American Pop Music (Faitiche 2020)

Als  The Exposures:
- Lost Recordings 2000-2004 (Eastern Development 2005)

Als  Groupshow (Andrew Pekler, Hanno Leichtmann, Jan Jelinek):
- The martyrdom of groupshow (~scape 2009)

Als Gramm:
- Personal Rock (Source Records 2000)

## Radiostücke
- 2012 Kennen Sie Otahiti? (SWR2 Ars Acustica)
- 2013 Dialoge zur Anthropologie (SWR2 Ars Acustica)
- 2014 Das Scheitern der bemannten Raumfahrt (SWR2 Ars Acustica)
- 2015 Beweisstücke für das Bombardement (SWR2 Ars Acustica)
- 2017 Zwischen – 22 Lautgedichte (SWR2 Ars Acustica)
- 2020 Vom Rohen und Gekochten (SWR2 Ars Acustica)
- 2022 Überwachung – in drei Episoden und begleitendes Werkstattgespräch (SWR2 Ars Acustica)
- 2023 Social Engineering (SWR2 Ars Acustica)
- 2024 Korridor (SWR2 Ars Acustica)